# Takamatsu

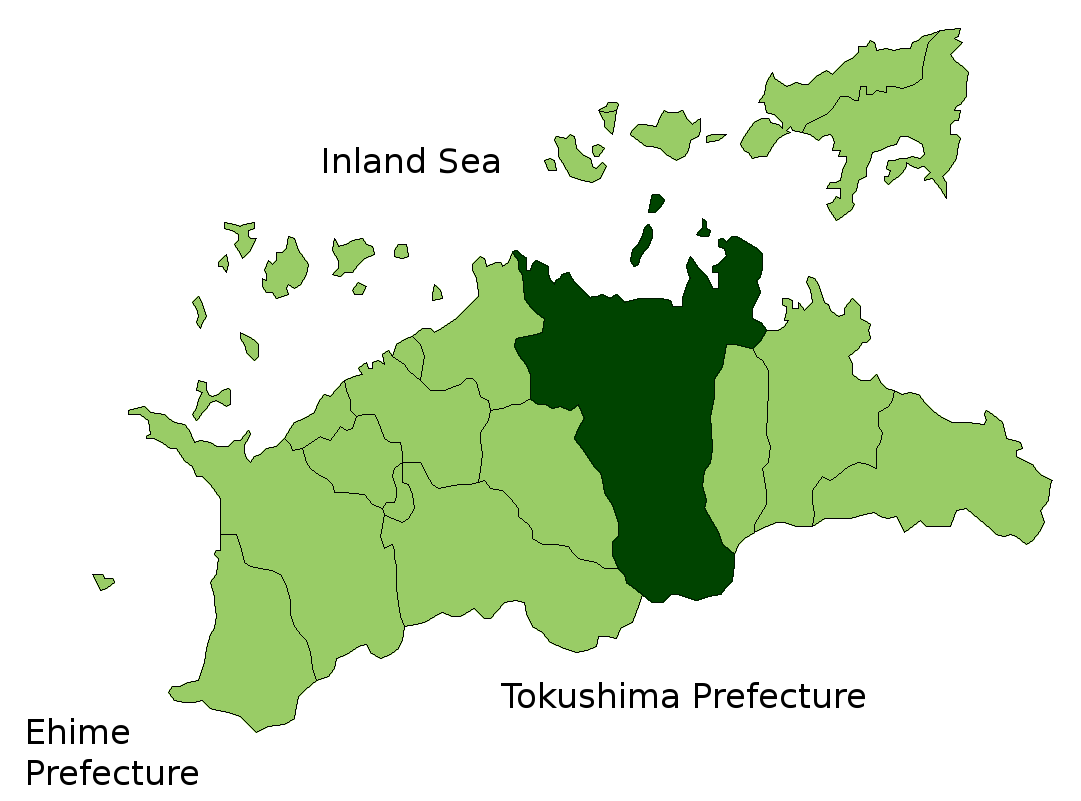

Takamatsu (高松市 Takamatsu-shi?) este un municipiu din Japonia, centrul administrativ al prefecturii Kagawa.